# Хикариля
Хикариля апачите (на английски: Jicarilla), (на испански: Jicarilla) са една от 7те основни групи на южните атабаски, които мигрират в северноамериканския Югозапад между 1300 г. и 1500 г. Пътят на миграцията им минава през северните централни равнини и подножието на Скалистите планини. Първоначално тези апачи, заедно с липан апачите се установяват в западна Небраска, източно Колорадо и западен Канзас. В Югозапада пристигат по-късно от останалите апачи. Около 1300 г. хикариля и липан се разделят. Липан поемат на юг към Тексас, а хикариля остават в Ню Мексико, Колорадо, Канзас и северен Тексас. Територията в която се установяват хикариля е част от Големите равнини, която на запад включва платата на вътрешния басейн.

## Култура
Мигрирайки на юг атабаската им култура малко по малко се променя. Хората започват да ловуват бизони след възприемането на коня, но и влизат в контакт с другите местни групи, по-специално с пуеблосите.
Испанците са първите бели хора, които се срещат с тях. Те пишат, че хикариля водят живот с две ориентации. Едни са полууседнали земеделци, които живеят в ранчерии, а други са мигриращи ловци на бизони. Номадите следват стадата в равнините, след което се връщат през зимата в Ню Мексико, за да търгуват с пуеблосите в Таос, Пекос и Пикури. Постепенно културата им става смесица от елементи на три културни групи – пуеблосите, апачите и равнинните народи. Материалната им култура, военните походи и набезите навлизат от равнините. Контактуващите с пуеблосите в горната част на Рио Гранде въвеждат земеделските традиции и различни ритуали от тях. Основно жилище е характерната за всички апачи куполовидна колиба от преплетени клони покрита с кори, слама или кожи (в студеното време) Когато са в равнините използват типито. Въвеждат коня през 17 век. Така, според културната ориентация племето е разделено на две основни групи – Олеро (грънчари) и лянеро (равнинци).
Подобно на останалите апачи социалната им организация се характеризира с разширеното семейство и матрилокалната позиция. Основна социална единица е семейството, включващо родители, техните неженени деца, женените дъщери и техните съпрузи и деца. Следващото по-голямо обединение е местната група, която се състои от няколко такива семейства, които живеят и се трудят в една област. Няма формална политическа организация, но обществото им спазва йерархия, следвайки религиозните лидери, войните и „политиците“. Местните групи са слабо свързани помежду си. Племенната идентичност се основава главно на споделянето на обща територия, език и култура. Вождовете на групите се избират заради личните им качества и церемониални знания. Важните решения се взимат с консенсус.

## Основни групи
Всяка от местните групи има основно място за лагеруване, което е използвано от първите испанци да именуват всяка от тях по името на дадената местност. Така към 1850 г. се оформят 14 техни местни групи, 6 са Олеро и 8 са Лянеро.
Олеро – Саидинде – планински хора. Испанците ги наричат „олеро – грънчари“. Търговията с керамика и кошници е важна част от икономиката им. Живеят главно в поречието на река Чама в Ню Мексико и Колорадо. Някои от тях се заселват в изоставени пуебла.
1. група източно от Пуебло Сан Хуан
2. група южно от Охо Калиенте
3. група северозападно от Охо Калиенте
4. група в Койот
5. група в каньона Ел Рито
6. група на река Чама

Лянеро – Гулгахен – равнинци. Кръстосват региона източно от Рио Гранде. Мигрират в Тексас в средата на 18 век и се завръщат в северно Ню Мексико през 19 век.
1. група в близост до Естансия, от западната страна на планината Педернал.
2. група северно от Мора
3. група северно от Окате
4. група близо до Симарън
5. група на Ред Ривър
6. група в парка Юта
7. група в южната част на Рио Вермехо, до река Канейдиън
8. група по река Понил

## Име и език
Лингвистично хикариля са свързани с апачите в Аризона, но диалекта, митологията, легендите и ритуалите им наподобяват повече тези на навахите, отколкото на някои от групите на апачите.
Името хикариля идва от испански и означава „малки кошници“. Кошничарството има дълбоки корени сред племето. То се отличава със специфичен дизайн и орнаментика. Производството на керамика не е толкова важно, заради номадския начин на живот. Изработват само керамични изделия подобни на тези на навахите за собствените им нужди.

## История
Традиционната им родина се простира между четирите „свещени“ реки – Рио Гранде, Пекос, Арканзас и Канейдиън. След 1730 г. настъпващите от север команчи ги принуждават да се изместят на запад и на юг. До идването на испанците и команчите племето живее почти мирно със съседите си. Воюват понякога с навахите и другите апачи, и са съюзници с юта и пуеблосите. Идването на испанците и команчите води до значителни загуби за племето. Нападенията и болестите съкращават драстично числеността им и по-голямата част от земите им са отнети, и племето е принудено да търси спасение в планините и при приятелски племена. След идването на американците натискът върху хикариля става още по-голям, вследствие на което те стават изключително враждебни в усилията си да спасят останалите им земи. През 1860те племето избягва затварянето в резервата Боске Редондо. До 1873 г. то е единственото племе без определена агенция. През 1883 г. са преместени в резервата Мескалеро. След години на войни, премествания и неизпълнени договори от страна на правителството, през 1887 г. за племето е създаден резерват в Ню Мексико. През 1907 г. резерватът е разширен допълнително до днешните 3532,8 кв. км. Постепенно хората се адаптират към новите условия и живот и започват да се занимават със земеделие и скотовъдство. Днес добивът на нефт и газ, и дърводобива в резервата им носят на племето и неговите около 3300 членове големи приходи.